# Byram
Byram és una població dels Estats Units a l'estat de Mississipi. Segons el cens del 2000 tenia 7.386 habitants.

## Demografia
Segons el cens del 2000, Byram tenia 7.386 habitants, 2.719 habitatges, i 2.180 famílies. La densitat de població era de 159,9 habitants per km².
Dels 2.719 habitatges en un 41,8% hi vivien nens de menys de 18 anys, en un 66,5% hi vivien parelles casades, en un 9,8% dones solteres, i en un 19,8% no eren unitats familiars. En el 16,9% dels habitatges hi vivien persones soles el 4,8% de les quals corresponia a persones de 65 anys o més que vivien soles. El nombre mitjà de persones vivint en cada habitatge era de 2,72 i el nombre mitjà de persones que vivien en cada família era de 3,06.
Per edats la població es repartia de la següent manera: un 27% tenia menys de 18 anys, un 7,6% entre 18 i 24, un 35,3% entre 25 i 44, un 21,9% de 45 a 60 i un 8,1% 65 anys o més.
L'edat mediana era de 34 anys. Per cada 100 dones de 18 o més anys hi havia 92,8 homes.
La renda mediana per habitatge era de 54.402 $ i la renda mediana per família de 59.014 $. Els homes tenien una renda mediana de 35.673 $ mentre que les dones 27.299 $. La renda per capita de la població era de 20.689 $. Entorn del 3% de les famílies i el 3,4% de la població estaven per davall del llindar de pobresa.

## Poblacions més properes
El següent diagrama mostra les poblacions més properes.